# Coup d'État ottoman de 1912

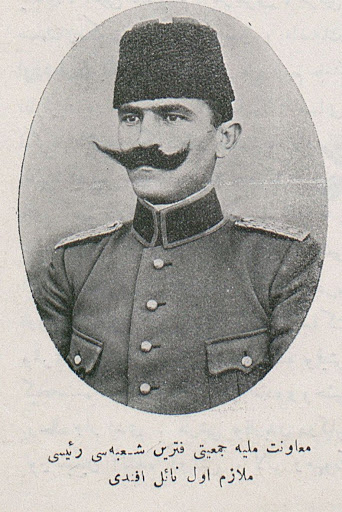
Evvel Nail Efendi, membre du Halâskâr Zâbitân et organisateur du coup d'état.

Le coup d'État ottoman de 1912 (17 juillet 1912) est un coup d'État militaire perpétré dans l'Empire ottoman contre le gouvernement du Comité Union et Progrès (élu lors des élections générales de 1912 (en)) par un groupe d'officiers militaires se faisant appeler officiers sauveurs (tr) (en turc ottoman : Halâskâr Zâbitân ou Halâskâran ; en turc : Kurtarıcı Subaylar) pendant la période de la dissolution de l'Empire ottoman.
Les officiers sauveurs sont souvent désignés comme l’aile militaire du parti de la liberté et de l'accord (en) (également appelé Union libérale ou Entente libérale), qui est devenu le principal parti de l’opposition après les élections de 1912, devenues notoires pour la propagande électorale et la fraude électorale de la part du Comité Union et Progrès. Les membres du parti de la liberté et de l'accord ont recruté des membres tels que des officiers en signe de protestation. Le coup d'État a été l'un des événements majeurs des années 1912-1913, marquées par l'instabilité politique due à la lutte pour le pouvoir entre le Comité Union et Progrès et le parti de la liberté et de l'accord, ainsi que par les guerres balkaniques récemment déclenchées.

## Contexte
Les Jeunes-Turcs étaient un mouvement révolutionnaire qui était la force principale de la révolution des Jeunes-Turcs. À la suite de la révolution, le sultan Abdülhamid II annonce la restauration de la constitution ottomane de 1876 le 3 juillet 1908. Les élections générales de 1908 (en) auront lieu en novembre et décembre 1908. Le sénat de l'Empire ottoman (en) se réunit pour la première fois depuis plus de 30 ans, le 17 décembre 1908. La première session de la Chambre des députés a eu lieu le 30 janvier 1909. Les élections de 1908 ont permis au Comité Union et Progrès de devenir le parti majoritaire, alors que le parti de la liberté et de l'accord devient un parti minoritaire. La contre-révolution ottomane de 1909 (13 avril 1909) visait à démanteler l'ère constitutionnelle et à la remplacer par une autocratie sous le sultan Abdülhamid II fut réprimé par l'armée lors de l'incident du 31 mars. Après les élections notoirement contestées et violentes de 1912 contre le parti de la liberté et de l'accord, le Comité Union et Progrès augmenta son pouvoir et devint la grande majorité au parlement. Cependant, il n’exerçait pas un contrôle total sur le gouvernement et des éléments du pays s’inquiétaient de la manière dont avait été organisé les élections en leur faveur. De plus, à cause de la guerre italo-turque en Libye et du début de la révolte albanaise, le Comité Union et Progrès a perdu son soutien et son prestige antérieurs.
Un groupe d'officiers dirigés par le chef d'état-major Kemal (plus tard surnommé Şenkil), opposés au gouvernement dirigé par le Comité Union et Progrès, a entamé une contre-révolution. Ils se sont nommés « officiers sauveurs ». Les officiers ont pu forcer le gouvernement à démissionner. Le nouveau gouvernement, connu sous le nom de "Grand Cabinet" (en turc : Büyük Kabine), a été formé par Gazi Ahmed Muhtar Pasha, un héros de guerre. Les membres du gouvernement étaient des hommes d'État prestigieux et ils ont facilement reçu le vote de confiance. Le Comité Union et Progrès, malgré sa majorité au parlement, a perdu son pouvoir exécutif. Bien que Gazi Ahmed Muhtar Pasha et son cabinet fussent non partisans, les officiers sauveurs firent pression sur le gouvernement d'Ahmed Muhtar Pacha pour qu'il ajournât le Parlement, perdant ainsi le dernier bastion du Comité Union et Progrès.

## Conséquences
À partir de l'été 1912, l'Empire ottoman était gouverné par des gouvernements soutenus par les officiers sauveurs. Cependant, en octobre, les guerres des Balkans ont commencé et l’empire ottoman a été vaincu sur tous les fronts. Cela a donné au Comité Union et Progrès l'occasion de reprendre le pouvoir. En janvier 1913, les dirigeants du Comité Union et Progrès organisèrent un coup d'État, obligeant le gouvernement du parti de la liberté et de l'Accord, soutenu par les officiers sauveurs, à démissionner sous la menace des armes. Les chefs des officiers sauveurs se sont échappés en Égypte et en Albanie. Les gouvernements dirigés par le Comité Union et Progrès ont duré jusqu'à la fin de la Première Guerre mondiale.